# Black Mesa (trò chơi)
Black Mesa là một trò chơi bắn súng góc nhìn thứ nhất (FPS) được phát triển cũng như phát hành bởi Crowbar Collective - một studio game độc lập từ năm 2005. Đây là phiên bản làm lại bên thứ ba của Half-Life (1998) được thực hiện trong Source. Ban đầu được xuất bản dưới dạng bản mod miễn phí vào tháng 9 năm 2012. Sau đó Black Mesa đã được Valve chấp thuận cho các nhà phát triển Half-Life để phát hành thương mại; phiên bản thương mại đầu tiên được xuất bản dưới dạng early access (truy cập sớm) vào tháng 5 năm 2015, tiếp theo là bản phát hành đầy đủ vào tháng 3 năm 2020 cho Windows và Linux.
Black Mesa được phát triển để đáp ứng với Half-Life: Source (2005) và bản chuyển đổi Half-Life thành Source của Valve, vốn thiếu các tính năng hoặc cải tiến mới. Cả hai đội muốn cải thiện bản làm lại Source và cuối cùng đã hợp nhất để trở thành Crowbar Collective. Mặc dù ban đầu họ dự định sẽ phát hành Black Mesa vào năm 2009, nhưng họ đã phải gấp rút đến thời điểm năm đó và đánh giá lại những nỗ lực của họ để cải thiện chất lượng của phiên bản làm lại Half-Life này.
Kể từ đó, việc chú ý đến các chi tiết, điều chỉnh trò chơi thành phiên bản cải tiến của Source và làm lại hoàn toàn các chương cuối cùng (chương 15) của Half-Life có tên là Xen, đã kéo dài những nỗ lực phát triển của phiên bản làm lại này. Do thời gian phát triển cũng kéo dài, việc sửa đổi trở nên đáng chú ý vì sự chậm trễ về tình trạng hoàn thành của nó. Những thay đổi lớn bao gồm bộ sưu tập kết cấu, mô hình 3D và các NPC được làm lại, thời gian chạy lâu hơn, cải thiện cấp độ chơi và thiết kế lại phong cách giải đố cùng với hệ thống AI mới của nhân vật phản diện, các yếu tố đối thoại và câu chuyện bổ sung.
Phiên bản early access của Black Mesa đã nhận được đánh rất giá tích cực và còn nhận được nhiều đánh giá tích cực hơn khi nó có thêm một số bản cập nhật và cải tiến. Các nhà phê bình khen ngợi lối chơi và sự chú ý đến từng chi tiết, so sánh nó với bản phát hành chính thức của Valve và những cải tiến cho chương Xen.

## Lối chơi
Black Mesa là trò chơi bắn súng góc nhìn thứ nhất (FPS) yêu cầu người chơi thực hiện các nhiệm vụ chiến đấu và giải các câu đố khác nhau để vượt qua các màn. Từ quan điểm thiết kế, lối chơi cốt lõi hầu như không thay đổi so với phần game Half-Life nguyên bản từ những năm trước, người chơi có thể mang theo một số vũ khí mà họ tìm thấy trong suốt tiến trình chơi, mặc dù họ cũng phải xác định vị trí và theo số dõi đạn dược cho hầu hết các loại vũ khí. Nhân vật của người chơi được bảo vệ bởi một bộ đồ theo dõi tên là HEV có chức năng theo dõi máu (health) và có thể được sạc như một lá chắn, hấp thụ một lượng sát thương hạn chế. Các vật phẩm như bình máu và pin có thể được tìm thấy rải rác trong trò chơi, cũng như các trạm có thể hồi lại đầy máu hoặc bộ sạc.
Tuy nhiên, không giống như Half-Life: Source vốn chỉ làm nổi bật nội dung và hình học của trò chơi gốc được chuyển sang Source, Black Mesa đã được xây dựng có mục đích ngay từ đầu để có thể tận dụng tối đa các phiên bản mới nhất của Source, không chỉ cho đồ họa chất lượng hơn, nhưng đối với vô số cập nhật của nó đối với công cụ của trò chơi, độ phức tạp của các màn chơi cộng với platforming được tăng lên. Sự khéo léo của các kẻ thù cũng đã được cải thiện trong Half-life để cung cấp nhiều thử thách hơn, với một số không gian chiến đấu được xác định lại để cung cấp nhiều sự lựa chọn hơn cho người chơi.  Ngoài ra, một số thay đổi về tường thuật và thiết kế đã được thực hiện để giải thích cho nhiều chủ đề câu chuyện được trình bày qua retcon trong Half-Life 2. Trong khi hầu hết thiết kế chung và tiến trình qua các cấp độ trò chơi vẫn giống như Half-Life. Thay đổi lớn nhất trong Black Mesa là việc làm lại chương cuối cùng của trò chơi - Chapter 15: Xen được coi là phần kém (dở) nhất của trò chơi gốc.
Black Mesa cũng bao gồm hỗ trợ cho các chế độ nhiều người chơi Deathmatch cá nhân và đồng đội từ Half-Life trên các bản cập nhật khác.

## Cốt truyện
Cốt truyện của Black Mesa gần như giống với cốt truyện của phần game nguyên bản Half-Life năm 1998. Giống như trong trò chơi gốc, người chơi sẽ điều khiển Gordon Freeman, một nhà vật lý lý thuyết bắt đầu làm việc tại cơ sở nghiên cứu Black Mesa. Anh có nhiệm vụ đặt một mẫu vật liệu dị thường vào máy đo khối phổ để phân tích, sử dụng bộ đồ bảo hộ H.E.V Mark IV để làm điều đó một cách an toàn. Tuy nhiên, mẫu thử gây ra một "dòng thác cộng hưởng", nó tàn phá cơ sở và tạo ra một vết nứt giữa các chiều đến một chiều không gian ngoài hành tinh được gọi là Xen, đưa các sinh vật ngoài hành tinh của nó đến Trái Đất. Gordon sống sót sau sự cố, tìm thấy những người sống sót khác, và được giao nhiệm vụ đi lên trên để kêu gọi sự giúp đỡ. Tuy nhiên, khi lên đến bề mặt, anh ta phát hiện ra rằng cơ sở đang được quân đội thực hiện "dọn dẹp" sạch sẽ bất kỳ sinh vật sống nào - dù con người hay người ngoài hành tinh. Gordon biết được từ các nhà khoa học sống sót cách duy nhất để ngăn chặn cuộc xâm lược của người ngoài hành tinh là vượt qua Xen và tiêu diệt một thực thể có tên là Nihilanth. Bởi chỉ khi Nihilanth chết, cuộc xâm lăng của người ngoài hành tinh mới chấm dứt. 
- Xem thêm: Cốt truyện chi tiết và đầy đủ của Half-Life.

## Quá trình phát triển

### Nỗ lực ban đầu
Với việc phát hành Half-Life 2 vào năm 2004, Valve đã tái phát hành một số tựa game trước đó của mình, chuyển sang công cụ Source của họ, bao gồm cả trò chơi Half-Life (1998) cũng được giới phê bình đánh giá là Half-Life: Source. Source có đồ họa tiên tiến hơn so với GoldSrc được sử dụng cho các trò chơi gốc. Half-Life: Source có công cụ vật lý Havok và các hiệu ứng cải tiến cho hình ảnh của nước và ánh sáng. Tuy nhiên, kiến trúc cấp độ, kết cấu và mô hình 3D của trò chơi vẫn không thay đổi. Half-life: Source đã gặp phải nhiều ý kiến trái chiều. IGN thích giao diện người dùng mới và các tính năng kỹ thuật khác, nhưng lưu ý rằng nó không nhận được nhiều cải tiến như các cổng Source khác của Valve. GameSpy nói rằng mặc dù đó là một phần được thêm vào đầy thú vị, nhưng nó chắc chắn không phải là phiên bản nâng cấp đồ họa mà một số người nghĩ rằng nó đã thay đổi.  Giám đốc điều hành của Valve, Gabe Newell, được trích dẫn nói rằng một bản làm lại hoàn chỉnh của Source cho Half-Life bởi những người hâm mộ của nó là "không chỉ có thể ... mà còn là điều không thể tránh khỏi".
Black Mesa bắt đầu là sự kết hợp của hai dự án tình nguyện độc lập, mỗi dự án nhằm tái tạo hoàn toàn Half-Life bằng cách sử dụng Source. Sửa đổi leakfree đã được công bố vào tháng 9 năm 2004. Một tháng sau, dự án Source Overhaul được công bố. Sau khi nhận ra các mục tiêu tương tự của nhau, các nhà lãnh đạo dự án quyết định cho cả hai nhóm kết hợp các nỗ lực của họ, họ đã thành lập một đội mới gồm 13 người với cái tên Black Mesa: Source.  "Source" trong tiêu đề của dự án sau đó đã bị loại bỏ khi Valve yêu cầu nhóm gỡ bỏ nó để tránh sự nhầm lẫn về việc chính '"nó" là sản phẩm được xác nhận hay chính thức, mà thực ra tại thời điểm đó thì không. Cuối cùng, nhóm đã đổi tên thành Crowbar Collective. Hầu hết nhóm được phân bổ trên toàn thế giới và sử dụng cộng tác trực tuyến để làm việc từ xa, với các cuộc họp trực tiếp đều được hạn chế.
Ban đầu dựa trên phiên bản Source được phát hành cùng với Counter-Strike: Source (2004), dự án chuyển sang phiên bản gần đây hơn được phát hành với The Orange Box của Valve vào năm 2007. Phiên bản mới này bao gồm các hiệu ứng hạt nâng cao hơn, hoạt ảnh khuôn mặt (biểu cảm) mới và hỗ trợ kết xuất bộ xử lý đa lõi, trong số các cải tiến khác.   Nhóm đã dự kiến đây là một dự án tương đối nhanh, với các đoạn giới thiệu được phát hành vào năm 2005 và 2008, và ước tính phát hành ban đầu vào cuối năm 2009, nhưng đến giữa năm 2009, nhóm đã lùi ngày đó và thay đổi ngày phát hành dự kiến thành "tới lúc xong". Wired đã đưa trò chơi vào danh sách "Vaporware của năm" của họ vào năm 2009 và 2010.  Trong phần mở đầu cho bản phát hành năm 2012, thành viên Carlos Montero của nhóm đã nói rằng vào năm 2009 rằng họ nghĩ rằng họ sẽ có thể phát hành Black Mesa vào ngày đó: "Cuối cùng, chúng tôi đã cố gắng biến điều đó thành hiện thực, và chúng tôi đã đi ngược lại nhiều giá trị cốt lõi của chúng tôi trong quá trình này. Chúng tôi nhận thấy mình đang gấp rút mọi thứ, cắt giảm mọi thứ, hy sinh chất lượng mà chúng tôi không muốn thực hiện."  Montero cho biết sau đó họ quyết định đánh giá lại tình trạng của dự án, đặt ra các tiêu chuẩn cao hơn cho chất lượng công việc mà họ muốn sản xuất và bắt đầu làm lại tất cả những gì họ đã làm để cải thiện điều đó, tại thời điểm đó họ không chắc khi nào dự án sẽ được hoàn thành.
Phiên bản độc lập đầu tiên của Black Mesa được phát hành dưới dạng tải xuống miễn phí vào ngày 14 tháng 9 năm 2012.  Trong đây chứa bản làm lại của tất cả các chương Half-Life ngoại trừ chương cuối (Xen), mà nhóm có ý định làm lại để đưa vào bản phát hành trong tương lai, như Xen trong bản gốc Half-Life (1998) thường được coi là phần làm kém nhất. Nhóm phát triển ước tính rằng bản phát hành ban đầu của Black Mesa cho người chơi từ 8 đến 10 giờ để hoàn thành toàn bộ nội dung. Phát hành ban đầu của Black Mesa trùng hợp với sự ra mắt Steam Greenlight (từ ngày 6 tháng 6, 2017 được thay thế bằng Steam Direct) của Valve. Chương trình cho phép người dùng có thể bỏ phiếu cho các trò chơi được đưa vào cửa hàng Steam. Black Mesa đã trở thành một trong mười tựa game đầu tiên được người hâm mộ bình chọn và được Valve chấp thuận đưa lên nền tảng Steam ngay thông qua Greenlight.

### Chuyển sang phát hành thương mại (2013–2014)
Một phiên bản mới của Source đã được giới thiệu vào năm 2013, ngoài các tính năng mới của công cụ, bao gồm hỗ trợ cho cả MacOS và Linux, tuy nhiên, các nhà phát triển phải trả tiền để có quyền truy cập vào bộ tính năng đầy đủ của công cụ này. Theo Adam Engels, trưởng dự án khi hoàn thành Black Mesa, Valve đã thực sự tiếp cận nhóm của họ vào khoảng thời gian này và đề xuất với họ về việc biến tựa game thành một bản phát hành thương mại và do đó nhận được giấy phép cho Source. Nhóm đã cân nhắc lựa chọn này và vì quyền truy cập vào phiên bản Source đầy đủ sẽ giúp biến Black Mesa trở thành trò chơi tốt nhất mà họ có thể làm, họ đã chọn đi theo con đường thương mại để có thể trả tiền cho giấy phép đó, không có ý định thu lợi nhuận từ trò chơi từ lúc bắt đầu dự án. Nhóm phát triển khẳng định họ đã được Valve cho phép bán tựa game của mình vào tháng 11 năm 2013. Một số người trong dự án sau đó đã được mời đến văn phòng của Valve ở Bellevue, Washington vào năm 2015.
Cùng thời điểm này vào năm 2013, nhóm phát triển đã cảnh báo rằng phiên bản cuối cùng vẫn sẽ còn khá lâu nữa mới phát hành vì họ vẫn đang xử lý công cụ Source được cập nhật và họ vẫn chưa làm được gì nhiều với chương Xen. Crowbar Collective tiếp tục cung cấp phiên bản miễn phí của Black Mesa dựa trên công cụ Source trước đó trên trang web của họ. Với công cụ mới này, nhóm bắt đầu xem xét kỹ hơn cách Valve đã sử dụng Source trong Half-Life 2 so với những gì họ đã làm trong phần Half-Life gốc (1998) và phát triển những thay đổi cho Black Mesa để phản ánh những gì họ tin là thiết kế của Valve, các nguyên tắc trong Half-Life 2. Một trong số đó là ý tưởng rằng khi giới thiệu một thợ máy mới, cấp độ được thiết kế để dạy thợ máy mới mà không có khả năng gây nguy hại gì cho nhân vật của người chơi, sau đó tiếp tục thử nghiệm thợ máy đó trong tình huống có hại hơn cho nhân vật. Nhóm phát triển cũng bao gồm một đề cập ngắn gọn về những đôi giày chống rơi lâu từ Apeture Science từ loạt trò chơi Portal. Portal đã ra mắt sau Half-Life 2 nhưng có sự ràng buộc khá lỏng lẻo với vũ trụ Half-life và nhóm phát triển cảm thấy thích hợp để cho công nghệ của phòng thí nghiệm này xuất hiện trong cơ sở Black Mesa chính từ kết nối này.
Khi đội ngũ phát triển đã xong được tất cả trừ chuơng Xen, đã hoàn thành trong công cụ Source mới mà khá họ hài lòng, họ đã phát hành các màn chơi này trên quyền truy cập sớm của Steam vào ngày 5 tháng 5 năm 2015 để nhận phản hồi và kiểm tra lỗi, họ nói rằng các phần Xen vẫn là một công việc đang tiến triển. Phiên bản này cũng bao gồm các chế độ Deathmatch nhiều người chơi với một số bản đồ được làm lại trong Half-Life. Quyền truy cập sớm cũng mang lại cho Crowbar Collective những hỗ trợ từ các nhà phát triển và nghệ sĩ khác để giúp bổ sung, hoàn thiện dự án một cách tốt hơn.

### Xen và bản phát hành cuối cùng (2015–2020)
Việc phát hành chuơng Xen của trò chơi đã từng là khó khăn nhất, kể từ khi cả nhóm phát triển muốn thiết kế lại các cấp độ để khắc phục những "nhận thức kém" mà họ đã có trong phiên bản gốc Half-Life (1998). Đội ngũ phát triển còn cho biết: "Chúng tôi muốn phiên bản Xen này cảm thấy nó thực sự thuộc về phần còn lại của trò chơi về cơ chế, sự gắn kết và tiến trình", đồng thời, họ muốn "Vượt qua ranh giới và khám phá sự độc đáo này với bối cảnh đa dạng, để xây dựng trải nghiệm vừa mới mẻ, thú vị vừa quen thuộc cho người chơi thuộc mọi tầng lớp của sê-ri Half-life lâu năm." Việc phát triển chuơng Xen mới của họ giống như tình huống khó xử là con Gà hay quả Trứng có trước, vì không có thiết kế các cấp độ thì rất khó để phát triển nội dung nghệ thuật và nếu không có nội dung nghệ thuật thì khó có thể đưa ra các thiết kế cấp độ gắn kết. Họ cũng muốn đưa ra nhiều yếu tố câu chuyện hơn ở đó, chẳng hạn như lý do tại sao các nhóm nhà khoa học tại cơ sở Black Mesa lại nghiên cứu về thế giới Xen ngay từ đầu, cố gắng nắm bắt cùng một kiểu xây dựng thế giới theo thiết kế cấp độ mà Valve đã có thể làm được với các phần đầu tiên của Half-Life. Họ cũng làm lại đáng kể các trận đánh với trùm cuối để trở nên khó nhằn hơn và mang tính đại diện cho khu vực mà họ quan tâm. Cuối cùng, nhóm đã mở rộng thêm chuơng Xen từ khoảng một giờ trải nghiệm trong Half-Life ban đầu thành bốn giờ trong Black Mesa.
Ngoài việc làm lại Xen từ đầu, khi các thành viên trong nhóm tiến đến gần ngày phát hành, họ nhận ra rằng, họ nhận thấy trò chơi này giống như một nơi cho những người chơi mới tham gia loạt sê-ri Half-Life và làm việc để giới thiệu các thiết kế và tính năng phù hợp hơn sau một thập kỷ kể từ khi phiên bản Half-Life đầu tiên được phát hành. Họ làm cho các trận chiến trong game trở nên thú vị hơn bằng cách cải thiện AI của các nhân vật phản diện trong khi tạo ra các khu vực chiến đấu với nhiều chỗ ẩn náu và nhiều lựa chọn hơn cho người chơi. Do việc mở rộng Xen, họ cũng muốn đảm bảo người chơi không bị chậm lại tiến trình trong các phần trước của trò chơi và thực hiện thiết kế lại ở một số cấp độ này sao cho phù hợp nhất.
Việc phát hành Xen trong phiên bản truy cập sớm của Black Mesa đã bị hoãn một vài lần; ban đầu được lên kế hoạch phát hành vào tháng 12 năm 2017,   phiên bản beta của một phân đoạn trong chương Xen làm lại đã được phát hành vào tháng 6 năm 2019 để người chơi thử nghiệm. Bản beta đầy đủ được phát hành vào ngày 6 tháng 12, năm 2019. Các màn bổ sung của chuơng Xen đã được thêm vào theo thời gian và đến ngày 24 tháng 12 năm 2019, chương Xen đầy đủ đã được phát hành như một phần trong quyền truy cập sớm của trò chơi.
Black Mesa đã hoàn thành và được phát hành cho Windows vào ngày 6 tháng 3 năm 2020. Thật tình cờ rằng, lần phát hành này diễn ra khoảng hai tuần trước khi Valve chính thức trở lại vũ trụ Half-Life sau 13 năm với trò chơi thực tế ảo (VR) mang tên Half-Life: Alyx. Trưởng dự án của Black Mesa, Adam Engels cho biết đây không phải là cố ý vì họ đã lên kế hoạch cho Black Mesa ra mắt trước đó, nhưng sự vô tình của phần Half-Life: Alyx đã giúp tăng thêm lượt quan tâm đến Black Mesa. Ngoài việc hỗ trợ liên tục cho trò chơi trước khi chuyển sang các dự án khác, Crowbar Collective cho biết họ đã được liên hệ với các nhóm khác, chẳng hạn như nhóm Seven-Co-op, để giúp tích hợp công việc của họ vào sản phẩm Black Mesa cuối cùng. Nhóm cũng muốn kết hợp hỗ trợ cho Steam Workshop để những người chơi khác có thể thêm các bản mod của riêng họ vào trò chơi.
Ngoài bản sửa đổi, bản soundtrack (nhạc nền) của trò chơi, do nhà thiết kế âm thanh Joel Nielsen sản xuất, đã được phát hành độc lập dưới dạng nhạc phim vào năm 2012. Nielsen đã phát hành bản nhạc cho chương Xen vào năm 2019.

### Phiên bản cuối cùng
Sau bản phát hành đầu tiên của Black Mesa, nhóm đã thông báo làm việc trên phiên bản Definitive Edition, còn gọi là Black Mesa 1.5, các cải tiến các cấp độ (không phải Xen) từ thiết kế ban đầu của Valve để khiến chúng trở nên khó khăn hơn, cũng như tận dụng các tính năng chiếu sáng mới có sẵn trong công cụ Source tùy chỉnh mà trò chơi sử dụng. Bản cập nhật miễn phí này được phát hành vào ngày 25 tháng 11 năm 2020.

## Mod
Do Black Mesa được xây dựng trên Source, nên bản thân nó cũng có thể sửa đổi được với sự hỗ trợ cho Steam Workshop và một số dự án đã được bắt đầu để tạo ra các phiên bản mod Half-Life và mở rộng trong Black Mesa.

### Xen Museum
Crowbar Collective đã phát hành bản mở rộng vào tháng 4 năm 2021 có tên là Xen Museum (tạm dịch: Bảo tàng Xen) nơi giới thiệu một bảo tàng ảo ghi lại nỗ lực trong 5 năm qua của đội ngũ phát triển trong việc tạo ra Black Mesa và chủ yếu là công việc của họ trong việc tái tạo chương Xen từ phần Half-Life gốc (1998).

### UplinkvàUplink Redux
Vào năm 2012, người tạo bản đồ Michael "Hezus" Jansen đã tạo ra bản mod Black Mesa: Uplink, một bản làm lại của cấp độ demo trong Half-Life, Uplink.  Jansen đã làm việc trên bản mod trong ba năm trước khi phát hành, anh nói: "Tôi đã tái tạo lại một thứ mà mọi người đã chơi cách đây 13 năm, điều đó có nghĩa là nó đan xen với những cảm giác hoài niệm, cổ xưa." Với việc chuyển đổi từ mod sang game vào năm 2015, Jansen đã quay trở lại ý tưởng và bắt tay vào việc tạo lại nó cho phiên bản Steam có nội dung mới và đồ họa cập nhật có tên Black Mesa: Uplink Redux.  Tuy nhiên, vào năm 2019, Jansen đã tạm dừng sản xuất bản do vấn đề sức khỏe của anh.

### Surface Tension UncutvàOn a Rail Uncut
Trong Surface Tension Uncut, chương Surface Tension đã được mở rộng bao gồm một số khu vực nhất định của trò chơi gốc không được phát hành cùng với bản làm lại, vì nhà phát triển đã rời đi trước khi tác phẩm ấy được hoàn thành. Nhà phát triển Chon Kemp, được biết đến trên cộng đồng có tên Black Mesa: Community Forums với bút danh TextFAMGUY, cũng đã sửa đổi chương On a Rail để bao gồm các khu vực được cắt từ Black Mesa, làm cho lối chơi bớt tẻ nhạt và buồn chán hơn. Kemp sau đó được Crowbar Collective thuê để làm lại Surface Tension Uncut cho bản phát hành trên Steam, trong khi On a Rail Uncut đã được xuất bản trên Steam Workshop.

### Hazard Course
Vào ngày 29 tháng 12 năm 2015, PSR Digital đã phát hành Black Mesa: Hazazar Course, một phiên bản làm lại trong phần hướng dẫn cùng tên của Half-Life. Bản mod đã được phát triển từ năm 2012 đến năm 2015 cho phiên bản mod gốc của Black Mesa vì Crowbar Collective đã không triển khai phần hướng dẫn trong trò chơi, với lý do việc sử dụng nó đã lỗi thời do hướng dẫn HUD. Bản mod bao gồm một chuyến đi xe điện giới thiệu và cuộc gặp gỡ ngắn với các nhà khoa học đã gợi nhớ đến phiên bản PlayStation 2 của phần chơi.
Năm 2016, PSR Digital đã đưa ra một thông báo rằng bản mod này đã bị hỏng do sự khác biệt giữa phiên bản mod và phiên bản trên Steam của Black Mesa. Với các bản sửa lỗi trong những năm tiếp theo, nhóm đã phát hành lại bản mod cho phiên bản Steam của Black Mesa vào ngày 29 tháng 12 năm 2020, kỷ niệm 5 năm ngày phát hành bản mod.

### Azure Sheep
Vào năm 2018, HECU Collective thông báo rằng họ sẽ làm lại bản mod Half-Life 1: Azure Sheep, ban đầu được phát hành vào năm 2001  Bản demo của mod đã có sẵn để tải xuống vào ngày 18 tháng 11 năm 2018, với Chapter 1 sẽ được phát hành vào năm 2019. Vào năm 2021, các phần tiếp theo của mod bị hoãn lại khi HECU Collective tập trung làm việc cho Black Mesa: Blue Shift.

### Blue Shiff
Vào ngày 16 tháng 2 năm 2021, HECU Collective thông báo rằng họ sẽ tạm nghỉ với bản mod Black Mesa: Azure Sheep và hiện đang tập trung vào bản làm lại của Half-Life: Blue Shift như đã nói ở trên.  Không giống như một bản làm lại khác đang được tiến hành, Guard Duty - Blue Shift: Source của Tripmine Studios, bản mod sử dụng tài sản từ Black Mesa thay vì tạo ra từ đầu và phát hành theo từng chương.  Bản mod bắt đầu được phát triển sau nỗ lực làm lại Blue Shift, trước đó, Half-Life: Blue Shift - Chapter 2: Insecurity đã bị bỏ rơi. Một nửa số thành viên làm việc trên mod trong khi nửa còn lại làm việc trên Azure Sheep. Chương đầu tiên trong số tám chương của trò chơi được phát hành vào ngày 16 tháng 3 năm 2021, và các tác giả hiện đã phát hành chương thứ hai vào tháng 7 năm 2021.

## Đón nhận
Trong quá trình phát triển, Black Mesa đã nhận được sự chú ý từ một số ấn phẩm trò chơi điện tử. Nó đã được giới thiệu trong các bài báo từ các tạp chí Computer Gaming World, PC PowerPlay và PC Gamer UK. Valve đã xuất bản một bản cập nhật tin tức về sửa đổi trên nền tảng phân phối kỹ thuật số Steam của họ vào năm 2007 nói rằng: "Chúng tôi rất háo hức để trải nghiệm Black Mesa ở đây như mọi người khác."
Dự án đã được trao giải Top Unreleased Mod bởi trang web sửa đổi trò chơi video ModDB vào năm 2005 và 2006.  ModDB đã dành cho dự án một danh hiệu được đề cập đến trong sự lựa chọn của họ về Top Unreleased Mod vào năm 2007.
Sau khi nhận được phiên bản phát triển của Black Mesa vào tháng 12 năm 2009, tạp chí PC PowerPlay đã nói rằng thiết lập của trò chơi: vẻ ngoài,âm thanh và sự trải nghiệm đều tốt hơn bao giờ hết. Những thay đổi "tinh tế" so với Half-Life ban đầu được cho là có tác động tổng thể "đáng kể". Họ cũng lưu ý về thời gian phát triển kéo dài 5 năm "khó chịu" của dự án và hiện tại chưa có ngày phát hành, nhưng nói thêm rằng các nhà phát triển đang đạt được những sự tiến bộ.
Sau lần phát hành lớn đầu tiên vào năm 2012, ấn tượng ban đầu về trò chơi là rất tích cực, nhận được số điểm 86/100 trên Metacritic, dựa trên chín bài đánh giá. Trò chơi được khen ngợi vì đồ họa nâng cấp, với nhiều nhà phê bình so sánh chất lượng của nó với một trò chơi chính thức của Valve.   Destructoid ca ngợi trò chơi vì những cải tiến mà nó đã tạo ra so với Half-Life, nói rằng nó là thứ gì đó cảm thấy rất quen thuộc, nhưng cũng rất mới mẻ.
Black Mesa đã giành được Mod of the Year Awards của ModDB cho năm 2012.  Vào năm 2014, Black Mesa đã được PC Gamer xếp vào danh sách Ten top fan-remade classics you can play for free right now.
Phiên bản cuối cùng của bản làm lại vào năm 2020 cũng được các nhà phê bình khen ngợi tương tự. Trên trang tổng hợp và đánh giá OpenCritic, Black Mesa có điểm đánh giá trung bình 86/100 với xếp hạng phê duyệt 100% dựa trên 14 bài đánh giá. PC Gamer cho biết dự án tổng thể giống như một công việc chuyên nghiệp và mặc dù cấu trúc ban đầu của Half-Life đã cản trở Black Mesa, nhưng các thiết kế lại được thực hiện theo cấp độ ban đầu cho công cụ Source đã được thực hiện tốt, đặc biệt là với Xen mới và các phần đã giúp Black Mesa cảm thấy giống như một sự kết thúc phù hợp với trò chơi hơn là phiên bản gốc. Eurogamer nói rằng Black Mesa giống như một sự tiến hóa hơn là một phiên bản làm lại của Half-Life, với các thiết kế của Crowbar Collective để cắt giảm một số cấp độ nhất định trong khi bổ sung các tính năng khác giúp nâng cao tổng thể sản phẩm, khiến cho tựa phim tổng thể trở nên kinh dị sinh tồn hơn. hơn là một tựa game bắn súng góc nhìn thứ nhất. Dario Casali, một nhà thiết kế tại Valve, người đã làm việc trên tất cả các trò chơi Half-Life, đã nhận xét trong một cuộc phỏng vấn rằng trong quá trình phát triển Half-Life: Alyx, anh ấy đã cố gắng chơi lại toàn bộ các phần Half-Life gốc để nghiên cứu, nhưng sau năm giờ, anh đã quyết định chơi Black Mesa để thay thế, vì lý do đây là một sản phẩm thú vị hơn rất nhiều.